# Juan Ramallo Massanet
Juan [también Joan] Ramallo Massanet (Palma de Mallorca, 1943) es un jurista, catedrático universitario y político español, desde 2013 asesor especial de la Comisión Europea para combatir las irregularidades financieras.

## Biografía
Doctor en Derecho por la Universidad Complutense de Madrid, amplió estudios jurídicos y económicos en la Universidad de Viena y en la Universidad de Heidelberg. Experto en Derecho financiero y tributario, especializado en fiscalidad internacional y doble imposición, en la Complutense madrileña fue investigador primero, y profesor ayudante de Derecho tributario después, hasta 1974. Tras obtener por oposición la cátedra de Derecho financiero y tributario en la Universidad de Valladolid, permaneció allí un año (1976), para trasladarse en 1977 a la Universidad de las Islas Baleares donde ocupó la cátedra hasta 1988. En esta universidad fue vicerrector y decano de la Facultad de Derecho durante dos años. Desde 1990 a 1995 fue asesor del Instituto de Estudios Fiscales, para pasar luego como catedrático a la Universidad Autónoma de Madrid durante diez años. En 2006, fue elegido miembro del Tribunal de Cuentas Europeo y en mayo de 2013 fue nombrado asesor especial de la Comisión Europea, integrado en el panel formado por el vicepresidente Maros Sefcovic para la adopción de medidas de detección y control de las irregularidades financieras.
En el ámbito político, fue elegido en 1982 y 1986 diputado por Mallorca al Congreso, integrado en la candidatura del Partido Socialista Obrero Español (PSOE). Durante sus dos mandatos parlamentarios presidió la Comisión de Economía, Comercio y Hacienda seis años (1983-1989) y fue miembro de la Diputación Permanente (1986-1989).

## Obras académicas destacadas
Del conjunto de sus obras, destacan:
- Marín-Barnuevo Fabo, Diego; Ramallo Massanet, Juan (2010). Los tributos locales. Cizur Menor (2ª edición). Pamplona: Civitas- Thomson reuters. ISBN 978-84-470-3455-0.
- Ramallo Massanet, Juan; Arrieta Martínez de Pisón, Juan (1993).  Ministerio de Hacienda, ed. Guía de la Ley General Tributaria. ISBN 84-8008-049-3.
- —; Mir de la Fuente, Tomás (1984).  Ministerio de Hacienda, ed. La retención como garantía del crédito tributario. ISBN 84-7196-481-3.
- — (1976). El sistema financiero de la corporaciones en el derecho alemán. Madrid: Instituto de Estudios de Administración Local. ISBN 84-7088-188-4.